# 도부 고이즈미선
도부 철도 고이즈미 선(일본어: 東武小泉線, とうぶこいずみせん)은 일본의 철도 노선 하나이다. 도부 철도가 운영한다. 일본 군마현 다테바야시시에 있는 다테바야시 역과 오이즈미정에 있는 니시코이즈미역와 오이즈미정에 있는 히가시코이즈미역과 오타시에 있는 오타역을 잇는다.

## 운행 형태
1인 승무이다. 다테바야시 - 니시코이즈미 사이와 하가시코이즈미 - 오타 - 아카기(기류 선) 사이의 운행이다.

## 차량
- 8000계

## 역 목록
모든 역 군마현에 소재.

### 다테바야시 ~ 니시코이즈미 구간
| 역 번호 | 역 이름        | 일본어 이름 | 영업 거리 | 접속 노선            | 소재지              |
| ------- | -------------- | ----------- | --------- | -------------------- | ------------------- |
| TI-10   | 다테바야시     | 館林        | 0.0       | 이세사키 선, 사노 선 | 다테바야시시        |
| TI-41   | 나루시마       | 成島        | 2.0       |                      | 다테바야시시        |
| TI-42   | 혼나카노       | 本中野      | 6.1       | 오라군 오라정        |                     |
| TI-43   | 시노즈카       | 篠塚        | 8.2       | 오라군 오라정        |                     |
| TI-44   | 히가시코이즈미 | 東小泉      | 9.8       | 오타 방면            | 오라 군 오이즈미 정 |
| TI-45   | 고이즈미마치   | 小泉町      | 10.7      |                      | 오라 군 오이즈미 정 |
| TI-46   | 니시코이즈미   | 西小泉      | 12.0      |                      | 오라 군 오이즈미 정 |

### 히가시코이즈미 ~ 오타 구간
| 역 번호 | 역 이름        | 일본어 이름 | 영업 거리 | 접속 노선                    | 소재지              |
| ------- | -------------- | ----------- | --------- | ---------------------------- | ------------------- |
| TI-44   | 히가시코이즈미 | 東小泉      | 0.0       | 다테바야시,니시코이즈미 방면 | 오라 군 오이즈미 정 |
| TI-47   | 류마이         | 竜舞        | 3.1       |                              | 오타시              |
| TI-18   | 오타           | 太田        | 6.4       | 이세사키 선, 기류 선         | 오타시              |